# Peter von Schaeij
Peter von Schaeij, tidigare Schaeij, född 1700 i Arboga, död 12 mars 1761 i Stockholm, var en svensk ämbetsman.

## Biografi
Peter von Schaeij föddes 1700 i Arboga och döptes 21 april samma år. Han var son till rådmannen och handelsmannen Johan Schaeij i Arboga och Margareta Ahlman. von Schaeij blev 31 mars 1713 student vid Uppsala universitet och senare skrivare i Västerås landskansli. Han blev 1721 auskultant i Svea hovrätt och i januari 1723 vice häradshövding i Hälsingland. von Schaeij blev 1731 vice borgmästare i Söderhamn och 28 februari 1732 häradshövding i Tveta, Mo och Västra häraders domsaga. Han blev 26 mars 1736 adjungerande ledamot i Göta hovrätt och 11 november 1746 assessor i Göta hovrätt. von Schaeij adlades 25 november 1751 till von Schaeij och introducerades i Sveriges Riddarhus 1752 som nummer 1941. Han blev 28 maj 1752 hovrättsråd i Göta hovrätt och 26 juli 1753 vice hovrättspresident i Göta hovrätt. von Schaeij avled 1761 i Stockholm under riksdagen 1760–1762 och begravdes 13 december samma år i Rogberga kyrka.

### Egendom
von Schaeij ägde Riddersberg i Rogberga socken, Schedingsnäs säteri i Forsheda socken, Fylleryd i Torskinge socken och Kylahov i Hångers socken.

### Familj
von Schaeij gifte sig 22 juli 1725 i Söderhamn med Catharina Janzonia (1707–1776), dotter till häradshövdingen Peter Janzonius i Hälsingland. De fick tillsammans barnen Eleonora von Schaeij (1727–1755) som var gift med assessorn Bleckert Göthe, hovrättsrådet Johan Vilhelm von Schaeij (1730–1805), Petronella Catharina von Schaeij (1733–1734), Lovisa von Schaeij, Anna Petronella Catharina von Schaeij (1736–1761) som var gift med hovrättsrådet Jonas Linnerhielm, Judit Lovisa von Schaeij (1738–1770) som var gift med majoren Bengt Lagercrantz, Ingrid Charlotta von Schaeij (1740–1741) och Ulrika von Schaeij (1745–1745).